# Loka, Koper
Loka je naselje v Slovenski Istri, ki upravno spada pod Mestno občino Koper. 
1. ↑  »Prebivalstvo po spolu in po starosti, občine in naselja, Slovenija, letno«. Statistični urad Republike Slovenije.
2. ↑  »Sklep koordinacije županov št. 1-XXXII/2019 o poimenovanju območja štirih obmorskih občin« (pdf). Pridobljeno 15. marca 2022.